# Rowan Blanchard

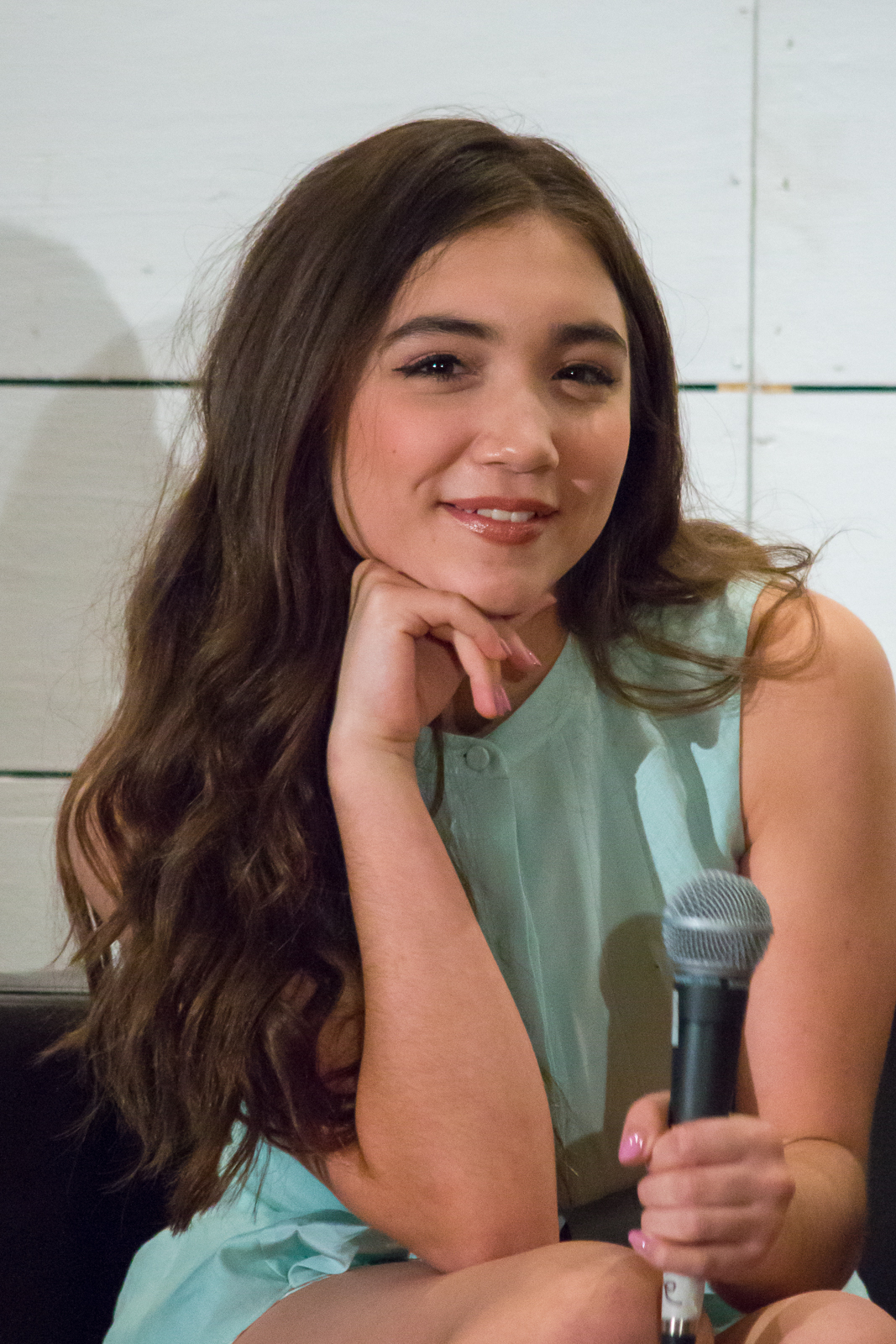
Blanchard 2015.

Rowan Blanchard, född 14 oktober 2001, är en amerikansk skådespelare. Hon är mest känd för sin roll som Riley Matthews i Disney Channel-serien Här är ditt liv, Riley.

## Filmografi

### Film
- The Back-up Plan
- Little in Common
- Spy Kids: All the Time in the World
- The Realest Real
- A Wrinkle in Time
- A World Away
- Crush

### TV-Serier
- Dance-A-Lot Robot
- Här är ditt liv, Riley
- Best Friends Whenever
- Invisible Sister
- Beat Bobby Flay
- The Goldbergs
- Neo Yokio
- Splitting Up Together
- Snowpiercer
- Ziwe